# Nymula victrix
Nymula victrix är en fjärilsart som beskrevs av Hans Rebel 1901. Nymula victrix ingår i släktet Nymula och familjen Riodinidae. Inga underarter finns listade i Catalogue of Life.